# Rotkop (film)
Rotkop is een Vlaamse kortfilm uit 2012 geregisseerd door Jan en Raf Roossens. De film kreeg steun van onder andere het Vlaams Audiovisueel Fonds.

## Verhaal
Rotkop gaat over de 15-jarige Olli, een eenzame jongen die ruzie zoekt met wie hij kan. Zijn doodzieke moeder organiseert een feestje voor zijn zestiende verjaardag. Hij wil haar niet teleurstellen en dus moet Olli op zoek naar vrienden.

## Rolverdeling
| Acteur            | Personage |
| ----------------- | --------- |
| Enrique De Roeck  | Olli      |
| Marthe Schneider  | June      |
| Yavuz Saçikara    | Yavuz     |
| Sara De Bosschere | moeder    |

## Prijzen en nominaties
| Wedstrijd                                  | Categorie                  | Ontvanger(s) | Resultaat | Ref.        |
| ------------------------------------------ | -------------------------- | ------------ | --------- | ----------- |
| Ensor                                      | beste kortfilm fictie 2012 |              | Gewonnen  | [ 1 ]       |
| Internationaal Filmfestival van Guanajuato | beste kortfilm fictie 2012 |              | Gewonnen  | [ 2 ] [ 1 ] |